# Rethymno Cretan Kings BC
O Rethymno Cretan Kings Basketball Club é um clube profissional de basquetebol sediado na cidade de Retimno, Grécia que atualmente disputa a Liga Grega. Foi fundado em 1986 e manda seus jogos na Melina Merkouri Indoor Hall com capacidade para 1.600.